# Szczepan Walkowski

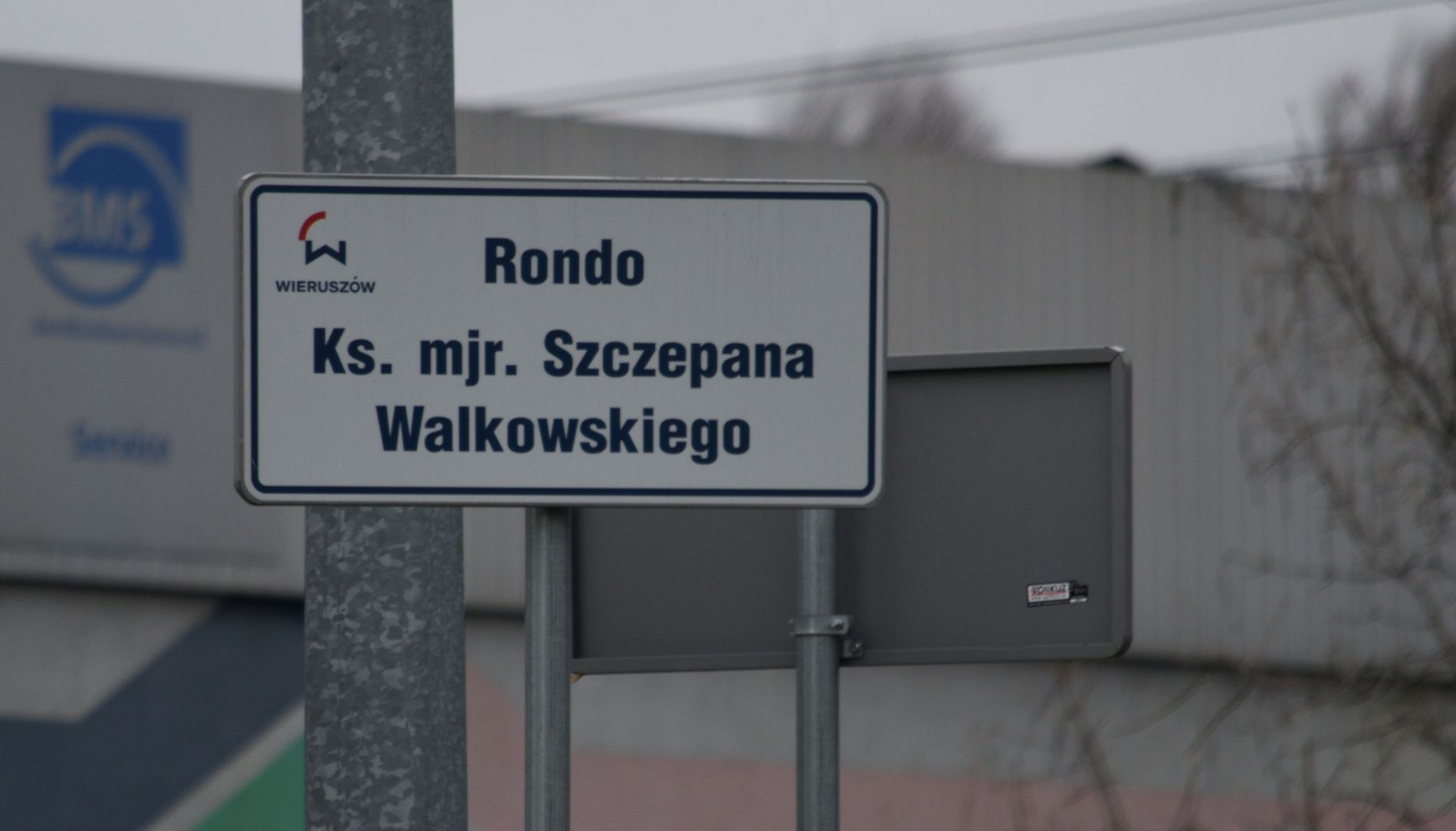
rondo imienia ks. Walkowskiego w Wieruszowie

Szczepan Walkowski (ur. 20 listopada 1912 w Wieruszowie, zm. 8 czerwca 1969 w Ezpeleta w Argentynie) – ksiądz kapelan pilot Polskich Sił Powietrznych w Wielkiej Brytanii, uczestnik II wojny światowej, kawaler Orderu Odrodzenia Polski.

## Życiorys
Urodził się w rodzinie Stanisława i Eleonory z d. Wolna. Absolwent gimnazjum w Kępnie i Częstochowskiego Seminarium Duchownego w Krakowie. Studiował też teologię na Uniwersytecie Jagiellońskim. 25 czerwca 1939 otrzymał święcenia kapłańskie. Wikariusz w parafii Lututów. Po ataku niemieckim we wrześniu 1939 przedostał się przez Rumunię i Jugosławię do Włoch. Od grudnia 1939 żołnierz Wojska Polskiego we Francji, gdzie ukończył Szkołę Podchorążych. Po upadku Francji przedostał się 19 czerwca 1940 do Wlk. Brytanii. W sierpniu 1940 biskup polowy Wojska Polskiego Józef Gawlina mianował go kapelanem lotnictwa polskiego w Anglii. Miał numer służbowy RAF P-1508.
Po ukończeniu kursu pilotażu został przydzielony do dywizjonu 304, w którym odbywał loty patrolowe m.in. nad Zatoką Biskajską. Pierwszą placówką duszpasterską księdza pilota Szczepana Walkowskiego była placówka kapłańska pod Hereford w 1940. We wrześniu 1940 został przyjęty do Centrum Wyszkolenia Naziemnego Lotnictwa w bazie Blackpol, 7 marca 1941 został mianowany kapelanem rejonu Bramcot.
Po zakończeniu działań wojennych został kapelanem lotnictwa Polskiego Korpusu Przysposobienia w Anglii. Służbę wojskową zakończył w 1948. 12 lutego 1949 wyjechał do Argentyny gdzie założył Stowarzyszanie Lotników Polskich oraz rozpoczął budowę kościoła, działał w organizacjach polonijnych, był redaktorem „Głosu Polskiego”. W 1966 rozpoczął budowę Ośrodka Duszpasterskiego w Ezpeleta. Zginął potrącony przez ciężarówkę.
Za zasługi dla Polonii argentyńskiej odznaczony został Orderem Odrodzenia Polski.

## Upamiętnienie
W 2005 podczas Święta Lotnika, Dowódca Sił Powietrznych gen. Stanisław Targosz dokonał otwarcia wystawy poświęconej ks. Walkowskiemu w siedzibie Dowództwa Sił Powietrznych w Warszawie.
W 2018 odbyła się podobna wystawa w Wieruszowie, a w 2019 w Lututowie, obie były poświęcone ks. Walkowskiemu. 
Jego imieniem w 2018 nazwano rondo w rodzinnym Wieruszowie.

## Ordery i odznaczenia
- Order Odrodzenia Polski
- Medal Lotniczy trzykrotnie[8]